# Marcelino Carlos
Marcelino Carlos ComA • GOA • OTE • MOCE (Fuzeta, Olhão, 3 de Abril de 1875 - Lisboa, 8 de Novembro de 1945) foi um contra-almirante português.

## Biografia

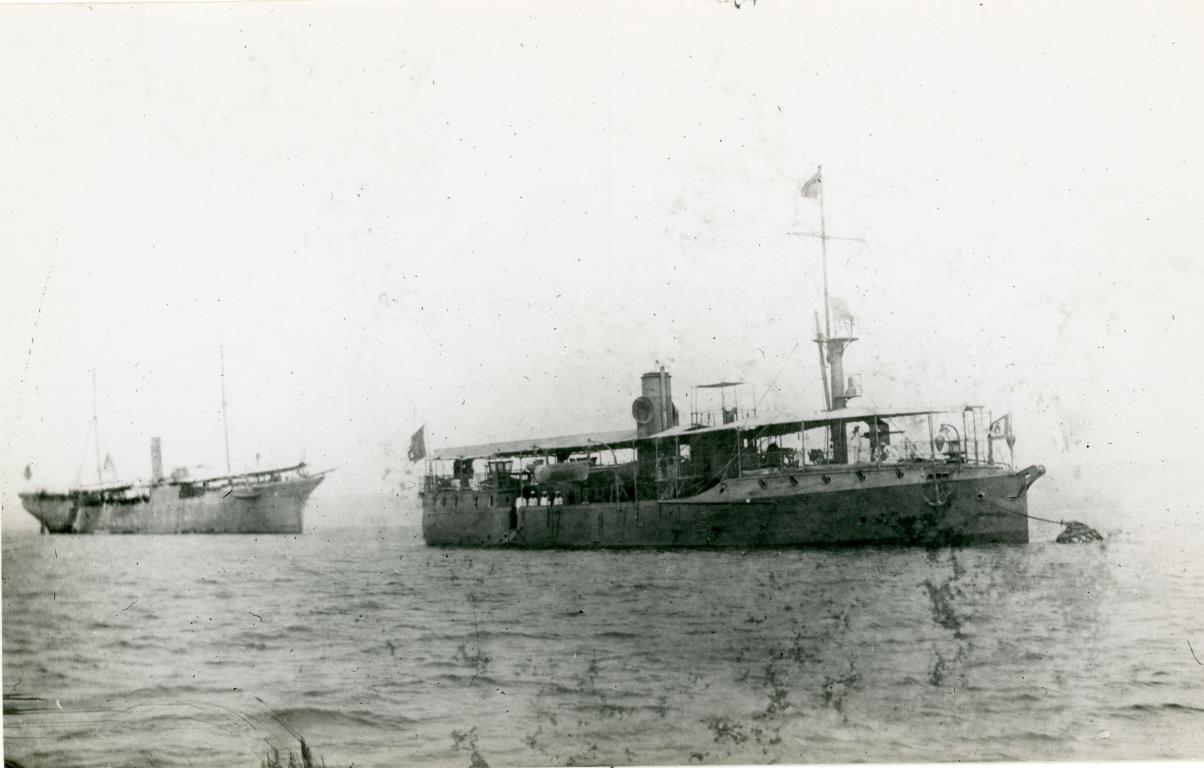
Canhoneira "Save"

### Nascimento
Marcelino Carlos nasceu em 3 de Abril de 1875, na localidade da Fuseta, parte do concelho de Olhão, no Algarve. Era filho de Honorata da Graça Carlos e do pescador Manuel Joaquim Carlos, que faleceu nas costas da Gronelândia.

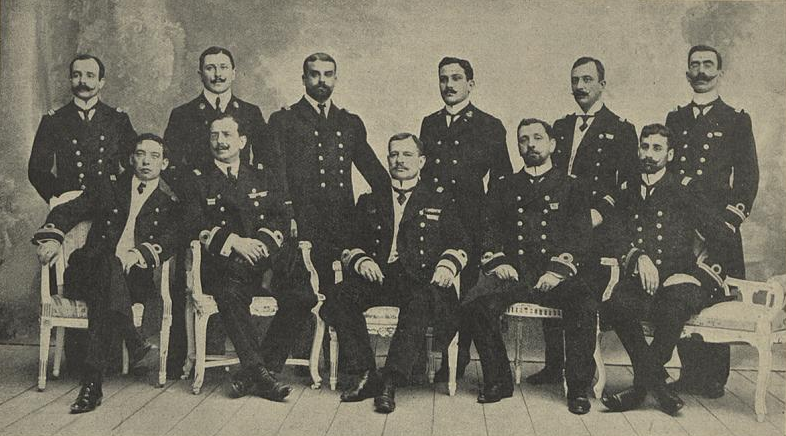
Fotografia de grupo do comandante e dos oficiais do cruzador Rainha D. Amélia, publicada na revista Occidente, em 1908. o segundo-tenente Marcelino Carlos é o último da direita em pé.

### Carreira militar
Aos 17 anos assentou praça na Marinha, como voluntário, tendo entrado na Escola Naval em 31 de Outubro de 1892. Foi promotivo a guarda-marinha em 30 de Outubro de 1895, e a segundo-tenente em 17 de Abril de 1898. Em 1904 foi louvado pela sua participação nos socorros do vapor alemão Aralda perto da Arrifana, em Aljezur. Em 1 de Julho de 1910 passou a primeiro-tenente, e em 8 de Novembro de 1917 a capitão-tenente. Foi com este posto que foi colocado no comando do caça-minas República, onde se distinguiu no combate contra as forças monárquicas durante a Monarquia do Norte. Também comandou aquela embarcação durante a Primeira Guerra Mundial, tendo sido louvado em 1919 pelos bom serviços naquele posto. Durante aquele conflito, também esteve ao comando da canhoneira Save. Foi igualmente responsável pela Quarta Repartição da Direcção-Geral Militar das Colónias, onde foi louvado pela sua conduta. Após a sua promoção a capitão-de-fragata, em 19 de Abril de 1920, foi um dos membros da comissão formada para rever e actualizar o regulamento-geral das capitanias e o Código da Marinha Mercante, função pela qual recebeu outro louvor. Em 1932 passou a ocupar a posição de juiz no Tribunal Militar da Marinha. Em 1 de Julho de 1933 foi elevado à patente de capitão-de-mar-e-guerra, tendo após a promoção acumulado as funções de comandante das Forças Navais do Tejo e da fragata D. Fernando. Passou à reserva com a patente de contra-almirante, em 3 de Abril de 1937. Comandou igualmente a Brigada de Artilharia e a Escola Prática de Artilharia Natal, e após a sua passagem à reserva, fez parte do júri dos primeiros exames para almirante, e foi vogal do Conselho Superior de Disciplina da Armada.
Após a sua promoção a contra-almirante, exerceu as posições de director das Pescarias, presidente da Caixa de Protecção dos Pescadores Inválidos e da Comissão de Empréstimos aos navios do bacalhau, e vogal da Comisão Central de Pescarias, da Comissão de Direito Marítimo Internacional, e da Comissão de Estudos da Pesca do Bacalhau. Foi responsável por algumas campanhas dos navios bacalhoeiros portugueses à Gronelândia, com grande sucesso. Foi igualmente presidente da Comissão Central das Pescarias, director-geral das Pescarias, e director da Marinha Mercante. Também exerceu como capitão nos Portos de Olhão e Lagos, e foi instructor na Escola de Alunos Marinheiros de Faro.
Foi considerado como um dos principais especialistas no país sobre as pescas e direito marítimo, tendo sido responsável pela maioria da legislação que então foi publicada sobre estes temas. Representou o governo português em vários eventos sobre a pesca, tendo sido delegado e secretário-geral da Comissão Luso-Espanhola da Pesca, durante as conferências de 1924 e 1928, e delegado da Comissão Permanente de Direito Marítimo Internacional, na Conferência da International Law Association, na cidade de Viena, em 1926. Em 1930 fez parte da delegação portuguesa, como conselheiro técnico, durante a primeira Conferência da Codificação do Direito Marítimo Internacional, em Haia, tendo sido o redactor das respostas aos questionários da Sociedade das Nações sobre o tema das Águas Territoriais e Exploração das Riquezas do Mar. Destacou-se igualmente nos campos da biologia marinha e oceanografia, tendo exercido, após a sua passagem à reserva, como presidente da comissão que estudou a remodelação da estação de Biologia Marinha. Publicou vários trabalhos, alguns destes em conjunto com o professor Barbosa de Magalhães e o almirante Ramos da Costa.

### Falecimento e família
Marcelino Carlos faleceu na cidade de Lisboa, em 8 de Novembro de 1945. Foi sepultado no dia seguinte, no Talhão dos Combatentes do Cemitério do Alto de São João. Teve pelo menos um irmão, Manuel Carlos, que foi professor.

## Homenagens
Marcelino Carlos recebeu um grande número de condecorações, tanto nacionais como estrangeiras, incluindo o grau de comendador na Ordem Militar de Avis em 11 de Março de 1919, onde foi promovido a grande-oficial em 5 de Outubro de 1934, e com o grau de oficial na Ordem Militar da Torre e Espada, do Valor, Lealdade e Mérito em 24 de Setembro de 1919. Também foi homenageado com o grau de grande comendador na Ordem de São Carlos do Mónaco.
Recebeu as medalhas de Filantropia e Caridade, das Campanhas no Mar 1916-1917-1918, de Bons Serviços, de Comportamento Exemplar, da Coragem, Abnegação e Humanidade, e da Vitória.
O nome de Contra-Almirante Marcelino Carlos foi colocado numa rua na Fuseta, numa reunião de 1 de Outubro de 1969 da Câmara Municipal de Olhão.